# Микротаргетинг
Микротаргетинг (англ. microtargeting) — маркетинговая стратегия, которая использует персональные данные пользователя и демографические данные для выявления интересов конкретных людей или очень маленьких групп единомышленников, с целью повлиять на их отношение и поведение.
Термин «микротаргетинг» был создан в 2003 году политическим консультантом Александром Гейджем. В основном используется политическими партиями в ходе избирательных кампаний.
Микротаргетинг использует компьютеры и математические модели для получения отдельных фрагментов информации об избирателях — машинах, которые они водят, группах, к которым они принадлежат, журналах, которые они читают, и анализируют их таким образом, чтобы предсказать насколько вероятно, что человек будет голосовать и какие ценности и проблемы наиболее важны для него. Часто такие анализы приводят к неожиданным результатам; так, например, демократы воспользовались тем фактом, что многих евангельских христиан интересуют проблемы экологии.

## История развития микротаргетинга
В 1996 году во время своей предвыборной кампании Билл Клинтон разделил своих потенциальных избирателей основываясь на демографических данных и старался ориентировать свои обращения специально под каждую группу. Его предвыборная кампания дополнительно разделила избирателей на девять категорий, в зависимости от их вероятной политической принадлежности, причем, к каждой группе подбирались определённые темы, которые будут с ней обсуждаться. Однако известность ему принес не только новый взгляд на демографические данные. Предвыборная кампания Билла Клинтона стала первой, которая использовала пользовательские данные, чтобы сформировать портеры избирателей.
Однако понятие современного «микротаргетинга» было впервые применено в ходе предвыборной гонки в 2004 году между партиями республиканцев во главе с Джорджем Уокером Бушем и партией демократов с Джоном Керри.
В этот раз большинство информации об избирателях было получено благодаря Закону о регистрации национального избирательного кодекса 1993 года, который позволил гражданам зарегистрироваться для голосования при подаче заявки на получение водительских прав и HAVA (Help America Vote Act) 2002 года. HAVA был особенно полезен, поскольку он предусматривал создание единого национального реестра всех зарегистрированных пользователей. Таким образом, вся информация, необходимая для подачи на водительские права, была указана в регистрационном файле, чем и воспользовались кампании и, к 2004 году, создали обширную базу данных избирателей.
В 2008 году во время президентской гонки между Бараком Обамой и Хилари Клинтон кампания Обамы вывела микротаргетинг на новый уровень. «Они использовали микротаргетинг, чтобы усовершенствовать тактику и поддержали её огромным количеством ресурсов», — сказал Александр Гейдж, исполнительный директор TargetPoint, республиканской консалтинговой фирмы и создатель политического микротаргетинга. «Продуманность предвыборной кампании Обамы заметно лучше, чем тактика кампании республиканцев 2004 года или кампания Джона Маккейна. Обама вывел микротаргетинг на новый уровень и использует его гораздо больше».
Каждую неделю в колеблющихся штатах кампания Обамы проводила от 5000 до 10000 так называемых коротких интервью, которые быстро оценивали предпочтения избирателя, и около 1000 интервью в длинной форме, напоминающих опрос. Чтобы получить индивидуальные прогнозы об избирателях использовались специальные алгоритмы, которые сопоставляли полученные данные из интервью и информацию из общей базы данных. Ошибкой кампании Джона Маккейна было то, что он, в большинстве штатов, проводил статистическую оценку единоразово, и относил каждого избирателя в один из его сегментов микротаргетинга.
В ноябре 2016 года, как только стало известно о результатах выборов в США, в которых, вопреки всем прогнозам и ожиданиям, победу одержал Дональд Трамп, британская компания Cambridge Analytica объяснила успех, как «революционный подход к коммуникации на основе данных».
Хилари Клинтон придерживалась метода Барака Обамы, имея в распоряжении адресные листы Демократической партии, подписки в социальных сетях, а также поддержку Google и Dreamworks.

## Cambridge Analytica во время выборов в США 2016 года
Cambridge Analytica (CA) — это частная британская компания, которая собирает информацию и анализирует профили пользователей в социальных сетях для разработки стратегических коммуникаций в ходе избирательных кампаний в Интернете. CA использует данные пользователей, собранные из их интернет-профилей для анализа психологический склад ума каждого потенциального избирателя.
Для установления психотипов личности Cambridge Analytica использовала «Большую пятерку». Эта модель основывается на оценке пяти личностных факторах темперамента: нейротизм, экстраверсия, открытость опыту, сотрудничество и добросовестность. Этих 5 качеств достаточно для формирования объективной модели личности.
Михал Косинки, ученый Стэнфордского университета, придумал, как применить «Большую пятерку» в Facebook, а Cambridge Analytica нашла способ собрать все данные. В этот раз ориентировались не только на обычные социальные характеристики, был сделан упор на «внутренний мир» человека. С помощью специальной анкеты, которую добровольно заполнило свыше 86 тысяч пользователей Facebook и программе по анализу лайков Cambridge Analytica получила необходимые психологические портреты. Однако стоит учесть один важный момент, из-за которого в 2018 году разгорелся скандал с компанией Facebook: все пользователи, отвечавшие на вопросы анкеты, перед её заполнением, нажали на иконку «Я согласен», что разрешило программе сбор всех персональных данных пользователя, включая данные всех его друзей, которые не давали свое разрешение на сбор информации о них. Генеральный директор Cambridge Analytica Александр Никс во время ежегодного саммита Конкордия в 2016 году прокомментировал, как их компания использовала микротаргетинг и объяснил почему необходимо использовать психографику в современном мире рекламы и маркетинга.
Александр Никс. Cambridge Analytica Explains Their Microtargeting and Manipulation of US Voters in 2016. Https://www.youtube.com/watch?v=HwedtPjhHeU:

Ясно, что демография, география и экономика влияют на наше мировоззрение. Однако психографика не менее важная, а может быть даже и более важная часть понимания и восприятия нашей личности. Потому что именно индивидуальность управляет нашим поведением, а поведение, в свою очередь, влияет на то, как мы голосуем.
Оригинальный текст (англ.)Clearly demographics, geographics and economics influence your worldview. But equally important or even more important psychographics. That is understanding of your personality. Because it is personality that drives behavior and behavior os obviously influences how you vote.

Александр Никс. Cambridge Analytica Explains Their Microtargeting and Manipulation of US Voters in 2016. Https://www.youtube.com/watch?v=HwedtPjhHeU:

Идея, что сто миллионов человек получат одно и то же письмо, увидят одну и ту же телевизионную рекламу, то же самое электронное сообщение — умерла. Сегодня коммуникации становятся как никогда целенаправленными. Важно, чтобы они отвечали индивидуальным особенностям каждого человека.
Оригинальный текст (англ.)Blanket advertising - the idea that hundred million people will receive the same piece of direct mail, the same television advert, the same digital advert is dead. Today communication is becamimg ever increasingly targeted. It's been individualized for every single person.

## Расследование Das Magazin
После победы Дональда Трампа на выборах 2016 года швейцарское издание Das Magazin провело журналистское расследование и опубликовало статью разоблачающую Cambridge Analytica. В расследовании были описаны методы и технологии, которыми пользовалась компания, чтобы привести Трампа к победе и о влиянии Cambridge Analytica на итоги референдума о выходе Великобритании из ЕС.
Das Magazin поднимает вопрос, что же такое Big Data для человечества — опасность или технологический прорыв.
В расследовании говорится, что программа Михала Козинского по построению модели личности на базе Facebook, оказалась настолько хороша, что было возможно предугадать ответы пользователей на некоторые вопросы. А после оценки 300 лайков программа знала человека намного лучше, чем его партнер или родители.
Согласно Das Magazin, с Михалом Козински связался Александр Коган, который заинтересовался методом Козинского. Одна позже, почуяв неладное, Михал разорвал связь с Коганом, боясь, что он мог скопировать или заново воссоздать его систему.
Facebook превратился в лучшего друга и в то же время оружие кампании Трампа.
До момента выпуска статьи публикации журнала Das Magazin не пользовались большим успехом, однако материал о деятельности Cambridge Analytica произвел настоящий фурор и даже был назван «текстом года». Однако микротаргетинг используется политическими компаниям уже на протяжении многих лет, а утверждение Das Magazin о том, что метод CA может предсказать успешное воздействие на избирателя на 1400 % практически невозможно подтвердить.
В Европе и Америке статья была принята достаточно критично. Так, швейцарская газета NZZ оспорила конверсию в 1400 %, а некоторые исследователи подвергли сомнениям доказательную базу, состоящую всего из 2 человек: генерального директора Cambridge Analytica и ученого Михала Косински.

## Критика
Несмотря на то, что микротаргетинг как со стороны обычной рекламы, так и со стороны политических кампаний имеет положительные стороны: сообщение подбирается отвечая интересам и предпочтениям каждого человека, с другой стороны неэтичное использование микротаргетинга может рассматриваться как манипуляция.
Сара М. Уотсон, критик в сфере технологий и партнер Центра Интернета и общества Berkman Klein при Гарвардском университете, говорит о том, что рекламные объявления в социальных сетях являются ярким примером того, как можно персонализировать личные данные пользователей с помощью микротаргетинга. И это становится настоящим оружием. Это не просто реклама, о которой нам не стоит беспокоится. В мире, где все больше интерфейсов становятся персонализированными, нам необходимы средства для защиты от неправильного использования.
Mary M. Watson. "The Washington Post":

В лучшем случае эти системы предугадывают наши потребности и интересы и, соответствующим образом, применяют их при выборе рекламы и сообщений. В худшем случае, они используются, чтобы воспользоваться нами самими.

Сам Александр Коган, разработчик приложения для Cambridge Analytica по сбору данных, утверждает, что влияние компании на исход выборов сильно преувеличено. Выступая перед британским парламентом Коган заявил, что психологическая оценка не точна, а микротаргетинг — это пустая трата бюджета и времени.